# Maddakkanahalli(Jodi), Sira
Maddakkanahalli(Jodi) là một làng thuộc tehsil Sira, huyện Tumkur, bang Karnataka, Ấn Độ.